# Archelaüs (hogepriester van Comana)
Archelaüs of Archelaos (Oudgrieks: Ἀρχέλαος; Archélaos; † 55 v. Chr.) was de zoon van Mithridates' generaal Archelaüs.
Pompeius stelde hem in 63 v.Chr. tot opperpriester van Comana in Pontus aan. Maar in 56 v.Chr. ging hij, terwijl hij zich voor een zoon van Mithridātes uitgaf, naar Egypte, huwde Berenīce van Egypte, die haar vader, de algemeen gehate Ptolemaeus XII Aulētes, had verdreven. Hij sneuvelde echter in de strijd tegen de Romeinse proconsul Aulus Gabinius, die Auletes op de troon kwam herstellen (55 v.Chr.).
Hij had een zoon, eveneens genaamd Archelaüs, en een dochter, wier naam ons niet bekend is.

## Referentie
- art. Archelāus (5), in J.G. Schlimmer - Z.C. De Boer, Woordenboek der Grieksche en Romeinsche Oudheid, Haarlem, 19203, p. 77.